# L'Américain (film, 1969)
Pour les articles homonymes, voir L'Américain.
Pour plus de détails, voir Fiche technique et Distribution.
L'Américain est un film français réalisé par Marcel Bozzuffi, sorti en 1969.

## Synopsis
Après avoir passé de longues années aux États-Unis, Bruno revient à Rouen où il a grandi. Il réunit ses anciens amis pour leur raconter ces années passées et écouter leurs histoires. Mais ils n'ont plus grand-chose en commun et Bruno se sent comme un étranger parmi eux.

## Fiche technique
- Titre : L'Américain
- Réalisation : Marcel Bozzuffi, assisté d'Alain Corneau
- Scénario : Marcel Bozzuffi
- Musique : Georges Moustaki
- Photographie : Pierre Willemin
- Pays d'origine : France
- Format : Couleurs - Mono
- Durée : 90 minutes
- Genre : drame
- Date de sortie : 24 septembre 1969

## Distribution
- Jean-Louis Trintignant : Bruno
- Bernard Fresson : Raymond
- Marcel Bozzuffi : Jacky
- Tanya Lopert : Hélène
- Simone Signoret : Léone
- Rufus : Corbeau
- Yves Lefebvre : Morvan
- Jacques Perrin : Patrick
- Françoise Fabian : La femme de l'agence
- Jean Bouise : Le cafetier
- José Artur
- Jacques Chevalier
- Philippe Dumat
- Monique Mélinand
- Nicole Vervil

## Lieu de tournage
Le film a été tourné à Rouen.